# Elecciones al Senado de abril de 2019 (Alicante)
Las elecciones al Senado de 2019 se celebraron en la provincia de Alicante el domingo 28 de abril, como parte de las elecciones generales convocadas por Real Decreto dispuesto el 4 de marzo de 2019 y publicado en el Boletín Oficial del Estado el día siguiente. Se eligieron los 4 senadores correspondientes a la circunscripción electoral de Alicante, mediante escrutinio mayoritario plurinominal parcial con listas abiertas.

## Resultados
Los comicios depararon en la elección de 3 senadores del Partido Socialista Obrero Español (José Asensi Sabater, Ana Martínez Zaragoza y Carlos Giménez Bertomeu) y 1 del Partido Popular (Pablo Ruz Villanueva). Unidas Podemos perdió su única representación en la cámara alta tras los comicios y PP perdió dos de los tres que tenía.
| Candidato                                   | Candidato                                   | Lista                     | Votos   |
| ------------------------------------------- | ------------------------------------------- | ------------------------- | ------- |
|                                             | José Asensi Sabater                         | PSPV-PSOE                 | 256 179 |
|                                             | Ana Martínez Zaragoza                       | PSPV-PSOE                 | 248 014 |
|                                             | Carlos Giménez Bertomeu                     | PSPV-PSOE                 | 233 473 |
|                                             | Pablo Ruz Villanueva                        | PP                        | 223 505 |
|                                             |                                             |                           |         |
| María Adelaida Pedrosa Roldán               | María Adelaida Pedrosa Roldán               | PP                        | 180 696 |
| Carlos Castillo Márquez                     | Carlos Castillo Márquez                     | PP                        | 173 591 |
| José Quirante Manresa                       | José Quirante Manresa                       | Ciudadanos                | 162 264 |
| Lucia Granados Alós                         | Lucia Granados Alós                         | Ciudadanos                | 126 043 |
| Pascual Moxica Pruneda                      | Pascual Moxica Pruneda                      | Vox                       | 117 735 |
| María Asunción Villaverde Zamora            | María Asunción Villaverde Zamora            | Unidas Podemos            | 115 383 |
| Santiago Mira Quiles                        | Santiago Mira Quiles                        | Ciudadanos                | 110 718 |
| María José Gómez-Pimpollo López-Castillo    | María José Gómez-Pimpollo López-Castillo    | Unidas Podemos            | 99 742  |
| Cristian Fortanet Van Assendelft De Coningh | Cristian Fortanet Van Assendelft De Coningh | Unidas Podemos            | 89 619  |
| Gerardo Carretero Fernández                 | Gerardo Carretero Fernández                 | Vox                       | 77 806  |
| Carolina Vigara García                      | Carolina Vigara García                      | Vox                       | 77 766  |
| José Manuel Dolon Garcia                    | José Manuel Dolon Garcia                    | Compromís                 | 44 700  |
| Concepción del Ruste Aguilar                | Concepción del Ruste Aguilar                | Compromís                 | 36 766  |
| Vicent Miquel Sansano Belso                 | Vicent Miquel Sansano Belso                 | Compromís                 | 30 185  |
| Paloma Jérez Cabello                        | Paloma Jérez Cabello                        | PACMA                     | 22 331  |
| Elena Martínez Martínez                     | Elena Martínez Martínez                     | PACMA                     | 14 089  |
| Antonio Ripoll Cánovas                      | Antonio Ripoll Cánovas                      | PACMA                     | 13 589  |
| Francisco Marco Juan                        | Francisco Marco Juan                        | AVANT-LOS VERDES          | 7611    |
| Manuel Serna Oltra                          | Manuel Serna Oltra                          | PCPE                      | 2734    |
| Albert Jesús Amorós Alted                   | Albert Jesús Amorós Alted                   | ERPV                      | 2551    |
| Adrián Martínez Ramos                       | Adrián Martínez Ramos                       | Recortes Cero-Grupo Verde | 2477    |
| Rosa Isabel Payá Giménez                    | Rosa Isabel Payá Giménez                    | Recortes Cero-Grupo Verde | 1893    |
| José María García Cabrera                   | José María García Cabrera                   | P-LIB                     | 1077    |
| Rafael Adrián Serrano                       | Rafael Adrián Serrano                       | Recortes Cero-Grupo Verde | 987     |